# Lotar (margrabia Marchii Północnej)
Lotar z Wahlbeck (zm. 25 stycznia 1003 w Kolonii) – hrabia Walbeck, margrabia Marchii Północnej od 993 r.

## Życiorys
Pochodził z rodu hrabiów Walbeck (obecnie część miasta Oebisfelde-Weferlingen). Jego ojcem był hrabia Walbeck Lotar II, a matką Matylda z rodu panów Kwerfurtu. Bratem Lotara był Zygfryd, uczestnik walk przeciwko Mieszku I, ojciec kronikarza i biskupa Thietmara z Merseburga. Był ceniony przez cesarza Ottona II, a w okresie rządów regentów przy małoletnim Ottonie III otrzymał stanowisko margrabiego Marchii Północnej. W 993 brał udział w wyprawie wojennej margrabiego Miśni Ekkeharda I, przeciwko Słowianom połabskim. W 997 obwiniano go o utratę Arneburga na rzecz Słowian. 
Lotar odegrał znaczącą rolę podczas sporu o tron niemiecki po śmierci Ottona II. Ponieważ starający się o koronę Ekkehard I zerwał zaręczyny swej córki z synem Lotara Wernerem, Lotar opowiedział się po stronie Henryka II Świętego. Miał udział w uznaniu jego władzy przez panów saskich i stał się wpływową osobą u jego boku. Wkrótce potem zmarł podczas podróży po zachodnich Niemczech, być może otruty. Został pochowany w Kolonii.

## Rodzina
Żoną Lotara była Godila. Mieli trzech synów i córkę:
- Werner, margrabia Marchii Północnej,
- Bertold,
- Dytryk, kapelan cesarza Henryka II Świętego,
- Brygida